# Grupul de la Bocșa Montană
Grupul de la Bocșa Montană a fost o organizație ad-hoc din localitatea Bocșa Montană, sub forma unei tabere de vară unde se întruneau artiștii Gheorghe Ceglokoff, Eremia Profeta, Tania Baillayre, Iosif Tellmann, Giorgio Barbieri, Borgo Prund, Tiberiu Bottlik, Aurel Ciupe, Iosif Vasile Gaidoș și mulți alții.

## Istoric
Perioada de dinaintea celui de al Doilea Război Mondial precum și anii ce au urmat au avut o influență negativă asupra formării și realizării pe plan profesional al artiștilor români și nu numai, din Basarabia, Banat sau Transilvania. A fost o perioada confuză și dificlă atât pe plan economic cât și pe cel social. Toate evenimentele politice derulate în acele timpuri, cum au fost dictatura carlistă și cea legionară, urmată îndeaproape de cea antonesciană precum și acțiunea hortystă de ocupare a Transilvaniei, Dictatul de la Viena, cedarea Cadrilaterului, au fost elemente care au cauzat dereglarea și dezarticularea vieții artistice de peste munți. Exodul populațiilor românești de peste Prut cu ocazia cedării Basarabiei în urma ultimatului sovietic au generat apariția de creatori artistici în București. O parte din aceștia au fost Anatol Vulpe, Tania Baillayre, Nina Arbore, Victor Feodorov, Gheorghe Ceglokoff. O altă parte au fost artiștii școliți la București dar născuți în Ardeal, care s-au întors în locurile natale: frații Fekete (Negrulea) din Oradea, Carol Pleșa din Cluj, Arnold Chencinski (Burgo Prund) din Bistrița și Iosif Bene. Separat de cele două categorii a mai existat una, cea a creatorilor bănățeni ca Iuliu Podlipny, Giorgio Barbieri, Tiberiu Bottlik, Aurel Ciupe și Eremia Profeta, care erau un fel de rătăcitori între Ardeal, București și Banat.
În această perioadă plină de evenimente tulburătoare, Banatul a reprezentat o soluție ultimativă, un ținut populat cu oameni gospodari într-un ținut pitoresc, mulți dintre ei fiind de origine germană, origine ce era considerată ca fiind o pavăză în fața armatelor de ocupație. Ei au considerat Banatul o oază de liniște unde arta putea înflori. Artiștii au ales ca bază artistică Bocșa Montană, o localitate înființată de către coloniști germani și ca loc de "roire" artistică, gospodăria Emmei Alster, sora lui Borgo Prund, ce era căsătorită cu Alexander Alster. Așa a devenit Bocșa Montană o tabără de vară unde se întâlneau Gheorghe Ceglokoff, Eremia Profeta, Tania Baillayre, Iosif Tellmann, Giorgio Barbieri, Borgo Prund, Tiberiu Bottlik și Aurel Ciupe.

## Opera
Cea mai mare parte din lucrările acestui grup de artiști s-au "rătăcit", dar lucrările de la Bocșa Montană au fost protejate de către colecționarul Iosif Gaidoș care le-a achiziționat. Stilul lucrărilor este unitar, dominat de plain-air, cu peisaje pitorești. Parțial au făcut pictură de atelier în spații improvizate ale gospodăriilor care le dădeau găzduire și unde se organizau "discuții" ca într-o academie liberă unde fiecare învăța de la celălalt. În mod similar, cu câteva decenii înainte a mai existat o organizare artistică în jurul Coloniei de la Baia Sprie. Toate picturile realizate la Bocșa Montană sunt înfluențate de tradiția realistă sau postimpresionistă și de asemenea rădăcinile pot fi găsite în pictura muncheneză sau pariziană practicată de Bottlik dar cu detalii generate de sensibilitatea românească a Balcicului precum și expresivitatea modernă a Școlii de la Baia Mare.